# Pierre-Marie Dioudonnat
Pierre-Marie Dioudonnat (Neuilly-sur-Seine, 24 marzo 1945) è un editore, storico e politologo francese.
Formatosi nella prosopografia, si è specializzato nella storia famigliare. Il suo nome è strettamente associato all'Encyclopédie de la fausse noblesse et de la noblesse d'apparence, ripubblicata nel 2002 e 2010 col titolo Le Simili-nobiliaire français, che raccoglie dati su 6.000 famiglie francesi il cui cognome attuale è collegato a un titolo falso di nobiltà.

## Biografia
Nativo di Neuilly-sur-Seine, dopo aver conseguito la laurea presso l'Istituto di studi politici di Parigi nel 1965, nel 1972 si perfezionò con un dottorato in scienze politiche.
Nel 1993 si candidò per il Fronte Nazionale come successore di Alexandra Bourgoin nell'ottava circoscrizione per Seine-Saint-Denis. Sua moglie è Sabine Bragadir, con la quale ha scritto il Dictionnaire des 10 000 dirigeants politiques français.

## Opere
- Je suis partout, 1930-1944. Les maurrassiens devant la tentation fasciste, Éditions de la Table ronde, 1973
- Encyclopédie de la fausse noblesse et de la noblesse d’apparence, Sedopols, ripubblicata dal 1976 al 1997 ISBN 978-2904177156
- Les Ivresses de l’Église de France : les évêques et la société 1801-1976, Éditions du Sagittaire 1976 ISBN 978-2727500254
- Dictionnaire des 10 000 dirigeants politiques français, avec Sabine Bragadir, Sedopols 1977
- L’argent nazi à la conquête de la presse française, 1940-1944, Jean Picollec, 1981
- Les 700 rédacteurs de "Je suis partout", Sedopols 1993 ISBN 2-904177-16-7
- Le Simili-nobiliaire français, Sedopols 2002 ISBN 2-904177-19-1
  - republished 2010 ISBN 978-2-904177-22-4
- Paroles d’évêques : 19e - 20e siècles : une anthologie du cléricalisme français, raccolta di testi, Sedopols 2005 ISBN 2-904177-20-5
- Demandes de changement de nom 1917-1943 : essai de répertoire analytique : biographie, généalogie, histoire sociale,[5] Sedopols 2008 ISBN 978-2-904177-21-7

## Premi e riconoscimenti
- 1974: Premio Robert Brasillach.[6]